# Hermann Beitzke
Hermann Beitzke (Tecklenburg, 21 giugno 1875 – Graz, 8 giugno 1953) è stato un patologo tedesco.

## Biografia
Beitzke studiò medicina in diverse università, conseguendo il dottorato nel 1899 presso l'Università di Kiel. Nel 1900-01 fu assistente all'Istituto di igiene di Halle an der Saale e successivamente lavorò presso gli istituti di patologia di Gottinga e Berlino. Nel 1911 divenne professore all'Università di Losanna e nel 1922 si trasferì all'Università di Graz, dove insegnò fino al 1941.
Si specializzò nelle malattie infettive, in particolare studi sulla tubercolosi. Fu co-autore di Ergebnisse der gesamten Tuberkuloseforschung, una rivista che tratta di tubercolosi.

## Opere principali
- Taschenbuch der pathologisch-histologischen Untersuchungsmethoden, 1924.
- Die ambulante Diagnostik der Kinder-Tuberkulose, 1926.
- Pathologische-anatomische Diagnostik an der Leich nebst Anleitung zum Sezieren, 1926.